# Vémyslice
Vémyslice (en allemand : Wenisslitz) est une commune du district de Znojmo, dans la région de Moravie-du-Sud, en République tchèque. Sa population s'élevait à 693 habitants en 2020.

## Géographie
Vémyslice est arrosée par la rivière Rokytna et se trouve à 6 km au sud-ouest de Moravský Krumlov, à 24 km au nord-est de Znojmo, à 32 km au sud-ouest de Brno et à 177 km au sud-est de Prague.
La commune est limitée par Tulešice et Rybníky au nord, par Dobelice à l'est et au sud, et par Džbánice au sud-ouest et par Čermákovice à l'ouest.

## Histoire
La première mention écrite du village date de 1234. La commune a le statut de mestys depuis le 10 novembre 2006.